# Хоругвино
Хоругвино — деревня в Московской области России. Входит в городской округ Солнечногорск. Население — 125 чел. (2010).

## География
Деревня Хоругвино расположена на севере Московской области, в восточной части округа, примерно в 16 км к юго-востоку от центра города Солнечногорска, в 30 км к северо-западу от Московской кольцевой автодороги, на Московском малом кольце А107.
К деревне приписано 23 садоводческих некоммерческих товарищества и микрорайон. Связана автобусным сообщением с городом Зеленоградом. Ближайшие населённые пункты — деревни Безверхово и Никифорово.

## Население
| 1859 | 1890 | 1899 | 1926 | 1966 | 1998 |
| ---- | ---- | ---- | ---- | ---- | ---- |
| 370  | ↗485 | ↘307 | ↗465 | ↘126 | ↘13  |
| 2002 | 2010 |      |      |      |      |
| ↘5   | ↗125 |      |      |      |      |

## История
В «Списке населённых мест» 1862 года Харугина (Хоругвино) — казённая деревня 6-го стана Московского уезда Московской губернии между Санкт-Петербургским шоссе и Рогачёвским трактом, в 42 верстах от губернского города, при колодцах и пруде, с 55 дворами и 370 жителями (161 мужчина, 209 женщин).
По данным на 1890 год — деревня Дурыкинской волости Московского уезда с 485 душами населения.
В 1899 году в деревне 307 жителей и земское училище.
В 1913 году — 95 дворов, земское училище, кредитное и молочное товарищество, чайная и овощная лавки.
По материалам Всесоюзной переписи населения 1926 года — центр Хоругвинского сельсовета Бедняковской волости Московского уезда в 3,5 км от Стародальневского шоссе и в 12,5 км от станции Поварово Октябрьской железной дороги, проживало 465 жителей (203 мужчины, 262 женщины), насчитывалось 100 крестьянских хозяйств, имелась школа.
С 1929 года — населённый пункт в составе Солнечногорского района Московского округа Московской области. Постановлением ЦИК и СНК от 23 июля 1930 года округа как административно-территориальные единицы были ликвидированы.
1929—1939 гг. — центр Хоругвинского сельсовета Солнечногорского района.
1939—1957 гг. — деревня Литвиновского сельсовета Солнечногорского района.
1957—1959 гг. — деревня Литвиновского сельсовета Химкинского района.
1959—1960 гг. — деревня Кировского сельсовета Химкинского района.
1960—1963, 1965—1994 гг. — деревня Кировского сельсовета Солнечногорского района.
1963—1965 гг. — деревня Кировского сельсовета Солнечногорского укрупнённого сельского района.
В 1994 году Московской областной думой было утверждено положение о местном самоуправлении в Московской области, сельские советы как административно-территориальные единицы были преобразованы в сельские округа.
С 1994 до 2006 гг. деревня входила в Кировский сельский округ Солнечногорского района.
С 2005 до 2019 гг. деревня включалась в Пешковское сельское поселение Солнечногорского муниципального района.
С 2019 года деревня входит в городской округ Солнечногорск, в рамках администрации которого относится с территориальному управлению Пешковское.